# Брук Ли Адамс
Брук Ли Адамс (англ. Brooke Lee Adams, настоящее имя Ребекка Фаррис англ. Rebekah Farris, род. 9 июля 1986, Сан-Диего, Калифорния) — американская порноактриса, продюсер и эротическая модель.

## Биография
Родилась 9 июля 1986 года в Сан-Диего. Имеет британские и персидские корни. В школе изучала ораторское искусство и актёрское мастерство. Также училась игре на фортепиано и виолончели.
Поступила в Калифорнийский университет в Сан-Диего, где изучала биохимию и проходила курс изобразительного искусства.
Карьеру в порноиндустрии начала в 2009 году, в возрасте 23 лет. Снималась для таких студий, как Evil Angel, New Sensations, Adam & Eve, Dirty Productions, Vivid, Girlfriends Films, Naughty America и другие.
Первая сцена анального секса у актрисы состоялась в фильме Massive Asses 5.
В 2011 году получила две номинации на AVN Awards — как лучшая старлетка и в категории «лучшая лесбийская сцена» за фильм Girl Crush вместе с Грейси Глэм.
В 2012 году за фильм The Flintstones: A XXX Parody получила еще две номинации на AVN Awards — как лучшая актриса второго плана и в категории «лучшая лесбийская сцена» вместе с Хиллари Скотт.
Ушла из индустрии в 2014 году, снявшись более чем в 150 фильмах. В одном из интервью Адамс сказала, что карьера порноактрисы перестала быть для нее важной, весёлой и полезной. Она решила больше времени посвящать работе в качестве эротической модели.

## Награды и номинации
| Год  | Церемония   | Результат | Номинация                      | Работа                        |
| ---- | ----------- | --------- | ------------------------------ | ----------------------------- |
| 2010 | FAME Awards | Номинация | Любимая женщина-новичок        | н/д                           |
| 2011 | AVN Awards  | Номинация | Лучшая новая старлетка         | н/д                           |
| 2011 | AVN Awards  | Номинация | Лучшая сцена лесбийского секса | Girl Crush                    |
| 2011 | XBIZ Award  | Номинация | Лучшая новая старлетка         | н/д                           |
| 2012 | AVN Award   | Номинация | Лучшая актриса второго плана   | The Flintstones: A XXX Parody |
| 2012 | AVN Award   | Номинация | Лучшая сцена лесбийского секса | The Flintstones: A XXX Parody |

## Избранная фильмография
- Big Assventures In Miami 4[6],
- Cuties[7],
- Deliciously Round 2[8],
- Let Me Jerk You 2[9],
- Naughty Book Worms 17[10],
- Playing Hooky[11].